# 维西风毛菊
维西风毛菊（学名：Saussurea spathulifolia）是菊科风毛菊属的植物，为中国的特有植物。分布于中国大陆的云南、四川等地，生长于海拔3,000米至4,600米的地区，见于石坡、山地草坡、冲积地或流石滩，目前尚未由人工引种栽培。